# Love's About to Change My Heart
«Love's About to Change My Heart» es una canción de la cantante estadounidense Donna Summer y el tercer sencillo de su álbum Another Place and Time, lanzado el 14 de agosto de 1989 por Atlantic Records y Warner Records. Fue escrita y producido por Stock Aitken Waterman.
En Estados Unidos, "Love's About to Change My Heart" alcanzó el número 85 en el Billboard Hot 100 y el número tres en la Billboard Dance Club Songs. En Reino Unido llegó al puesto número 20 en la lista UK Singles Chart y en Países Bajos al número tres del Dutch Top 40.  
La canción fue remezclada de su versión original del álbum para su lanzamiento como sencillo. Cabe destacar que la remezcla del sencillo europeo era diferente al que se editó en los Estados Unidos. 

## Lista de canciones
- sencillo 7"

1. "Love's About to Change My Heart" (Edit) - 3:47
2. "Love's About to Change My Heart" (instrumental) - 3:47"

- maxi 12" (Atlantic 0-86309)

1. "Love's About to Change My Heart" (PWL 12" Mix) – 6:23
2. "ILove's About to Change My Heart" (PWL 7" Mix) – 3:45
3. "Love's About to Change My Heart" (Clivillés & Cole 12" Mix) – 7:40
4. "Love's About to Change My Heart" (Dub) – 7:10
5. "Love's About to Change My Heart" (Clivillés & Cole 7" Mix) – 4:20

## Posicionamiento en listas
| Lista (1989)                                | Máxima posición |
| ------------------------------------------- | --------------- |
| Australia (ARIA)                            | 71              |
| Bélgica (Ultratop Flanders)                 | 33              |
| Estados Unidos (Billboard Hot 100)          | 85              |
| Estados Unidos (Billboard Dance Club Songs) | 3               |
| Europa (Eurochart Hot 100) (Music & Media)  | 68              |
| Finlandia (Suomen virallinen lista)         | 14              |
| Irlanda (IRMA)                              | 11              |
| Países Bajos (Single Top 100)               | 59              |
| Países Bajos (Dutch Top 40)                 | 3               |
| Reino Unido (OCC)                           | 20              |
| Reino Unido (UK Dance Chart Music Week)     | 14              |

## Otras versiones
La canción fue versionada por la cantante española Mónica Naranjo en su álbum debut de 1994, llamada en español Fuego de pasión".